# Eupithecia cuculliaria
Eupithecia cuculliaria là một loài bướm đêm trong họ Geometridae.